# Compagnie des Chemins de Fer Fédéraux de l’Est Brésilien
Die Compagnie des Chemins de Fer Fédéraux de l’Est Brésilien (CCFFEB, auch nur EB) war ein französisch-belgisches Unternehmen mit Hauptsitz in Paris, das von 1911 bis 1935 Eisenbahnstrecken in der Meterspurweite in den brasilianischen Bundesstaaten Alagoas, Bahia, Minas Gerais und Sergipe betrieb.

## Geschichte

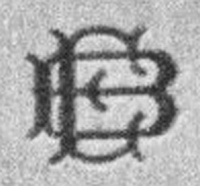
Logo der CCFFEB auf den Lokomotiven

Die Compagnie des Chemins de Fer Fédéraux de l’Est Brésilien wurde in Brasilien durch das Dekret Nr. 8.939 vom 30. August 1911 für den Betrieb und Ausbau eines Eisenbahnnetzes zugelassen.
Das Unternehmen übernahm die bisherigen Eisenbahnstrecken Estrada de Ferro da Bahia ao São Francisco (EFBSF), Estrada de Ferro Central da Bahia (EFCBH) und Estrada de Ferro do São Francisco (EFSF). Dafür war die EB verpflichtet Erweiterungen des Streckennetzes vorzunehmen und die bisherigen Strecken zu verbessern und auszubauen. 1912 wurden auch die Estrada de Ferro Bahia e Minas (EFBM) und 1913 die Estrada de Ferro Centro-Oeste da Bahia (EFCOB) übernommen.
Am 11. März 1935 verfügte die brasilianische Regierung unter Getúlio Vargas die Enteignung der CCFFEB und die Übertragung aller Vermögenswerte an die neu gegründete staatliche Viação Férrea Federal Leste Brasileiro (VFFLB). Zu diesem Zeitpunkt war das gesamte Streckennetz rund 2300 km lang.

## Fahrzeuge

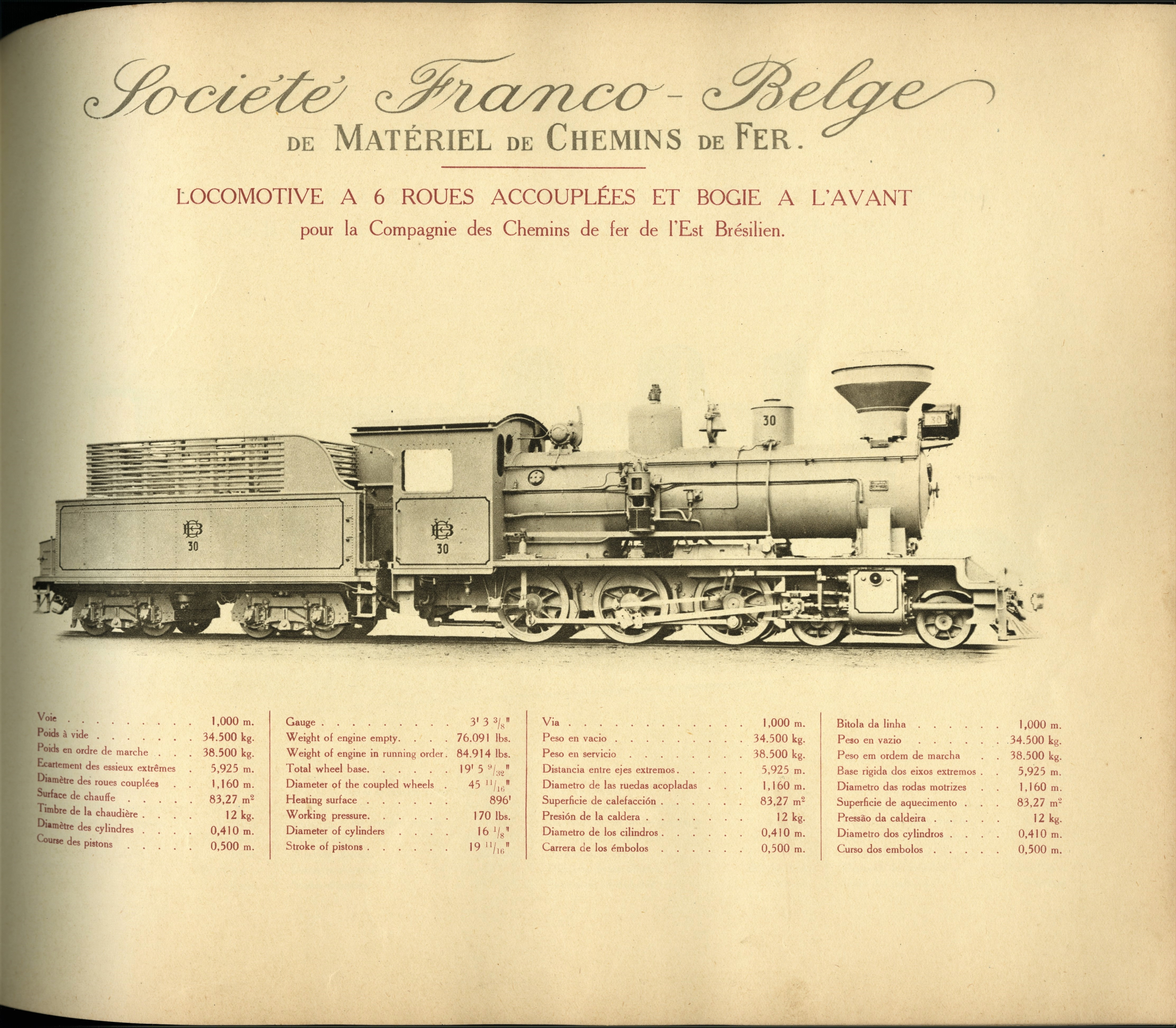
Lokomotive Nr. 30, gebaut 1923 bei Société Franco-Belge

Bereits am 8. August 1910 bestellte die EB eine größere Anzahl Dampflokomotiven dreier unterschiedlicher Baureihen bei Baldwin Locomotive Works in den Vereinigten Staaten, die 1911 geliefert wurden. Später wurden auch Lokomotiven bei europäischen Lokomotivfabriken in Auftrag gegeben. Beispielsweise 1921 bei Hanomag in Deutschland und 1923 bei der Société Franco-Belge in Frankreich.
1919 verfügte die Gesellschaft über 119 Lokomotiven, 209 Personenwagen und 1616 Güterwagen. 1935, vor der Übernahme durch die Regierung, waren es 138 Lokomotiven, 197 Personenwagen und 1252 Güterwagen.